# Пташине весілля

Пташине весілля на марці НДР 1982 р.

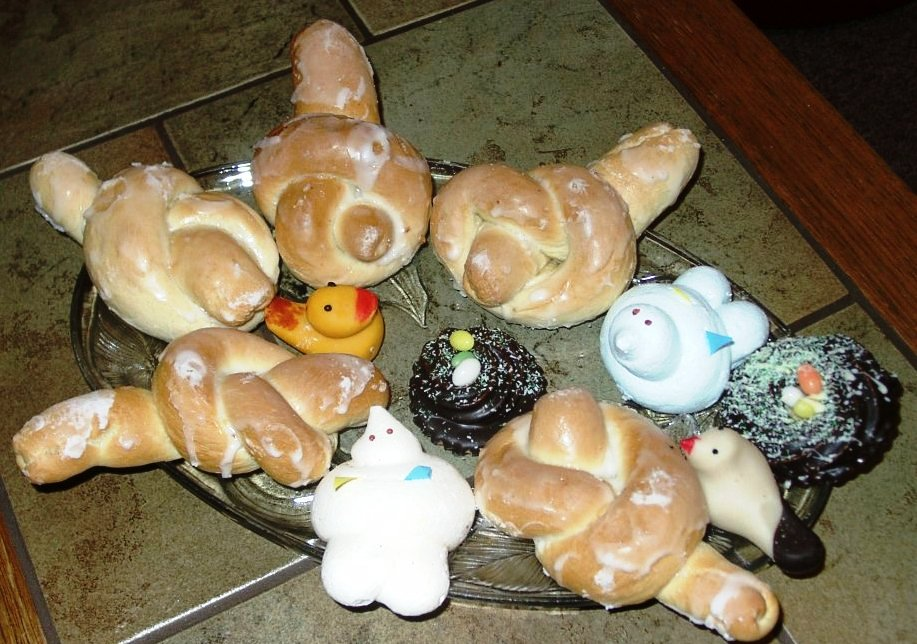
«Срокі» — печиво у вигляді птахів або гнізд, покритих цукровою глазур'ю.

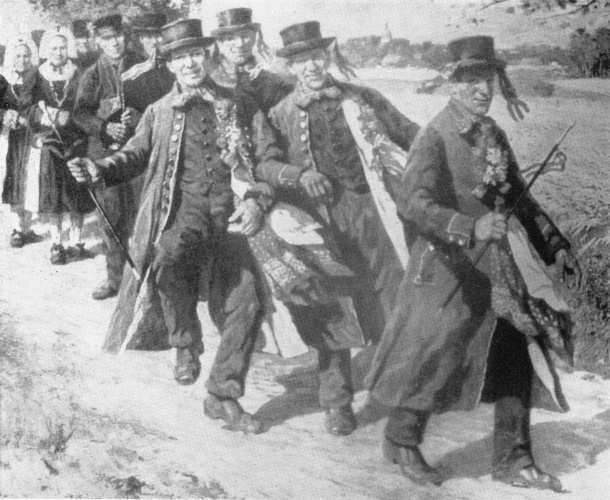
«Kwasny ćah», картина німецького художника Вільяма Краузе, близько 1905 року

«Пташине весілля» (н.-луж. Ptaškowa swajźba, в.-луж. Ptači kwas, нім. Vogelhochzeit) — звичай лужичанських сербів. Вважається, що з 25 січня, після довгої зими, весна потроху вступає в свої права, і перші птахи «справляють весілля», тобто в'ють гнізда і несуть яйця.

## Обряд
Увечері напередодні 25 січня діти виставляють на підвіконня або перед дверима тарілку (раніше тарілку ставили на зорі біля сараю), щоб птахи, які в цей день святкують свої весілля, принесли їм солодощі. Вранці ж діти виявляють печиво у вигляді птахів або пташиних гнізд, покритих цукровою глазур'ю, звані «sroki» (укр. сороки). Крім печива на тарілці можуть виявитися кремові гнізда (кекси, покриті шаром вершкового крему в формі гнізда, залиті темним шоколадом і з різнокольоровими цукровими фігурками посередині). Дітям розповідають, що солодощі були принесені птахами в подяку за те, що діти підгодовували їх в зимові місяці. 
У деяких дитячих садках і школах організовуються «весільну ходу» через село, попереду якої крокує пара дітей — «Сорока» і «Крук». Сорока одягнена в сукню і фату, Крук — у смокінг і циліндр. Інші діти надягають дзьоби з паперу та плащі з крилами, прикрашені пір'ям. Гучна «весільна процесія» проходить по вулицях, і весь день проводять у танцях і співах. 
Дорослі святкували це свято ввечері у корчмах і домівках, відкорковували припасену брагу або вино, а злегка сп'янівши, починали співати і танцювати під молодецьку музику. 